# Felix Hoppe-Seyler
Ernst Felix Immanuel Hoppe-Seyler (Freyburg, 26 de dezembro de 1825 – Wasserburg am Bodensee, 10 de agosto de 1895) foi um fisiologista e químico alemão.

## Vida
Estudou medicina em Halle e Leipzig e recebeu seu doutorado médico em Berlim. Hoppe-Seyler preferiu a investigação científica na área de medicina, e mais tarde ocupou cargos na anatomia, aplicado a química e química fisiológica. Um de seus alunos era bem conhecido, Friedrich Miescher.
Suas numerosas investigações incluem estudos de sangue, hemoglobina, pus, bile, leite, e de urina. Hoppe-Seyler foi o primeiro cientista a descrever a absorção óptica do pigmento vermelho do sangue e as suas duas bandas distintas de absorção, além de reconhecer o caráter vinculativo do oxigênio aos eritrócitos assim como a função da hemoglobina, a qual, por sua vez, gera o composto oxihemoglobina. Hoppe-Seyler foi capaz de obter hemoglobina em forma cristalina, e confirmou que continha ferro.
Hoppe-Seyler também realizou estudos sobre a clorofila, isolando várias proteínas. Foi o primeiro a purificar a lecitina e a determinar sua composição. Foi um dos fundadores da bioquímica, química fisiológica e biologia molecular, e seus trabalhos levaram a avanços na química orgânica pelos seus alunos e por Paul Ehrlich. Morreu em Wasserburg am Bodensee, no Reino da Baviera.
Em 1877, ele fundou o Zeitschrift für Physiologische Chemie (Journal for Physiological Chemistry), e foi seu editor até sua morte em 1895.

## Trabalhos escritos selecionados
- Handbuch der physiologisch und pathologisch-chemischen Analyse (1858).  8ª edição digital de 1909 by the University and State Library Düsseldorf.
- Physiologische Chemie, 4 Bände. (1877–1881).
- Zeitschrift für Physiologische Chemie (1877–1921).

- Ueber das Verhalten des Blutfarbstoffes im Spectrum des Sonnenlichtes. In: Virchows Archiv. Band 23, 1862, S. 446–449.
- Ueber die optischen und chemischen Eigenschaften des Blutfarbstoffs. In: Centralblatt für die medizinische Wissenschaft. 1864, Nr. 52 und 53.